# 戈登·科米尔
戈登·凱爾·迪茲·科米爾（英語：Gordon Kyle Diez Cormier，2009年10月8日—）是加拿大的一名兒童演員。他在2020年迷你劇《末日逼近》中飾演喬，並在2024年連續劇《降世神通：最後的氣宗》飾演安昂。

## 個人簡介
戈登·科米爾於2009年10月8日出生在加拿大不列顛哥倫比亞省的溫哥華，他的父母分別是老戈登·科米爾（Gordon Cormier Senior）和格納琳·科米爾（Genalyn Cormier）。他擁有法國和菲律賓血統。戈登·科米爾自小對表演有興趣，並在加拿大演出了不少卡通劇集。
戈登·科米爾的出道角色是在2017年播出的電視劇《矮子當道》中的危地馬拉頑童（Guatemalan Urchin）。隨後他在2018年播出的電視劇《迷失太空》中也有客串角色。而他在《末日逼近》中飾演的角色喬為他贏得了主流關注。

## 演出作品

### 電視劇
| 播出季                              | 劇集名               | 首播平台       | 飾演角色           | 備註                             |
| ----------------------------------- | -------------------- | -------------- | ------------------ | -------------------------------- |
| 2017年—2019年                       | 矮子當道             | Epix           | 危地马拉顽童       | 出演分集“著陸時怎麼辦（What To Do When You Land）”       |
| 2018年—2021年                       | 迷失太空             | 網飛           | 年輕男孩           | 出演分集“九十七（Ninety-Seven）” |
| 2019年                              | 聖誕傳奇（A Christmas Miracle）         | 霍爾馬克頻道   | 雅各布             | 電視電影                         |
| 2019年—2022年                       | 兩句話恐怖故事       | CW電視網       | 查爾斯（少年時代） | 出演分集“冒名頂替（Imposter）”           |
| 2020年—2021年                       | 末日逼近             | CBS All Access | 喬                 |                                  |
| 2024年                              | 降世神通：最後的氣宗 | 網飛           | 安昂               |                                  |
| 註： 主演角色 / 常設角色 / 客串角色 |                      |                |                    |                                  |

## 外部連接
- 戈登·科米爾的Instagram帳戶
- 戈登·科米爾在互联网电影资料库（IMDb）上的資料（英文）
- 戈登·科米爾在豆瓣上的资料（简体中文）